# Stearibia nigriceps
Stearibia nigriceps är en tvåvingeart som först beskrevs av Johann Wilhelm Meigen 1826.  Stearibia nigriceps ingår i släktet Stearibia, och familjen ostflugor. Arten är reproducerande i Sverige.